# Austroniscus chelus
Austroniscus chelus is een pissebed uit de familie Nannoniscidae. De wetenschappelijke naam van de soort is voor het eerst geldig gepubliceerd in 2007 door Kaiser & Brandt.